# Jardine kistnerorum
Jardine kistnerorum (лат.) — вид хищных коротконадкрылых жуков, единственный в составе монотипического рода Jardine из подсемейства ощупники (Pselaphinae).

## Распространение
Австралия (Квинсленд).

## Описание
Мелкие коротконадкрылые жуки—ощупники (Pselaphinae). Длина тела 3,0 мм. Глаза самцов состоят из 85 фасеток (у самок из 80); смещены в переднебоковую часть головы. Последний 11-й членик усиков увеличенный (булава неявная). Тело покрыто утолщёнными щетинками. IV-X-й членики усиков (антенномеры) поперечные, сходные по длине и форме. Нижнечелюстные щупики средней длины, второй сегмент с мелкими латеральными шипиками, третий сегмент латерально заострённый, четвёртый членик дорзально расширен и заострён. Метастернум с широкой выемкой в середине апикальной части. Брюшко с самым длинным 2(V)-м видимым тергитом.
Имаго найдены инквилинами у термитов Nasutitermes graveolus (Hill, 1925) (Termitidae). 
Вид был впервые описан в 2001 году американским энтомологом профессором Дональдом С. Чандлером (Chandler Donald S.; University of New Hampshire, Durham, Нью-Гэмпшир, США) вместе с таксонами Mareeba storeyi, Peckiella podocarpus, Kakadu pecki, Bellenden monteithi, Pselaphogenius recheri, Raphitreus australis, Tmesiphorus gayi , Tyrocarius formicarius и другими. Вид J. kistnerorum назван в честь американского колеоптеролога Дэвида Кистнера (D. H. Kistner; Department of Biology, Университет штата Калифорния, Чико, Калифорния, США), внёсшего значительный вклад в исследование термитофильных жуков-стафилинид. 
Таксон Jardine kistnerorum выделен в отдельный монотипический род Jardine Chandler, 2001 и отнесён к трибе Tmesiphorini из подсемейства Pselaphinae.